# Pius Baschera
Pius Baschera (* 12. November 1950 in Zürich) ist ein Schweizer Manager und war Hochschullehrer.

## Leben und Werk
Pius Baschera wuchs in Zürich auf. Anschliessend an seine Ausbildung an der ETH Zürich zum Maschineningenieur und Betriebswissenschafter mit Diplomabschluss 1974 promovierte er 1979 zum Dr. sc. techn. mit der Arbeit Auswirkungen repetitiver Tätigkeiten mit verschiedenen Schwierigkeitsgraden auf die Gesamtaktivität des Organismus, den subjektiven Zustand und die Informationsverarbeitungskapazität.
Den Berufseinstieg machte er 1979 im Bereich der Produktionsüberwachung bei der Hilti AG in Schaan als Assistent von Andreas Zogg.  Später wurde Baschera nach Hilti USA in Tulsa, Oklahoma, entsandt. Die Geschäftsleitung der Hilti (Schweiz) AG und die Leitung der Marktregion Europa eins waren seine weiteren Stationen bei Hilti. 1991 wurde er Finanzchef und Mitglied der Konzernleitung. Als Nachfolger von Michael Hilti wurde Baschera 1993 Geschäftsführer (CEO). Auf Anfang 2007 übernahm er bis 2017 das Präsidium des  Verwaltungsrats.
Parallel zu seiner beruflichen Tätigkeit in der Industrie betraute ihn die ETH Zürich 1998 mit einem Lehrauftrag für Innovationsmanagement. Seine Ernennung zum Titularprofessor erfolgte 2001. Nach Ende seiner Geschäftsführung bei Hilti war er von 2007 bis zu seiner Emeritierung 2016 ordentlicher Professor für Unternehmensführung an der ETH Zürich.
Baschera ist verheiratet und hat zwei erwachsene Kinder.

## Weitere Tätigkeiten
- Sprecher des Martin Hilti Familien Trusts bis 2021, Schaan FL[4]
- Präsident des Stiftungsrats der ETH Foundation, Zürich[5]
- Verwaltungsrat der Schindler Holding, Hergiswil NW
- Verwaltungsratspräsident der Venture Incubator AG, Zug[6]
- Mitgründer von UNITECH International[7]